# Frankrikes kantoner
Kanton (franska: canton) är en fransk administrativ enhet. Flera kantoner bildar ett arrondissement och varje kanton är uppdelad i ett antal kommuner (communes). I Frankrike fanns 4 055 kantoner år 2013, varav 172 utomeuropeiska. Antalet har därefter minskat. År 2015 var antalet kantoner 2 054.